# Kamienica Rynek-Ratusz 11-12 we Wrocławiu
Kamienica Rynek-Ratusz 11-12 zwana również jako "Pod Złotą Gwiazdą" – zabytkowa kamienica na wrocławskim Rynku, w północnej pierzei tretu tzw. stronie rymarzy lub stronie złotników.
Większość kamienic znajdujących się w północnej pierzei tretu ma rodowód sięgający XV–XVII. Pierwotnie były to parterowe drewniane kramy, a następnie piętrowe murowane pomieszczenia mieszkalne przylegające do dwukondygnacyjnej murowanej ściany północnej Smatruza. Z biegiem kolejnych lat pomieszczenia przekształcono w wielopiętrowe kamienice. Po 1824 roku, kiedy to zlikwidowano Smatruzy, właściciele kamienic z tej strony wykupili od miasta za kwotę 21 000 talarów, jej tereny i przedłużyli swoje budynki na południe. Zachowane z tego okresu zabudowania mają cechy architektury późnoklasycystycznej.
Działania wojenne podczas II wojny światowej częściowo zniszczyły pierzeję północną. Jej odbudowa została opracowana w 1954 roku przez profesora Edmunda Małachowicza w Pracowni Konserwacji Zabytków przy udziale prof. Stanisława Koziczuka, Jadwigi Hawrylak i Stefana Janusza Müllera.

## Historia kamienicy
Pierwotnie w miejscu dzisiejszego budynku znajdowały się dwie węższe kamienice, o szerokości 4,5 i 6,5 metra. Pierwsza pod numerem 11, została wzniesiona ok. 1740 roku. Była dwuosiowa, pięciokondygnacyjna, zwieńczona szczytem w formie aediculi otoczonej wolutami i zwieńczonej rozerwanym tympanonem. Na krawędziach  budynku i pomiędzy oknami poszczególnych kondygnacji znajdowały się toskańskie pilastry. W 1860 została przebudowana.
Druga kamienica, wzniesiona ok. 1710 roku, posiadała trzy osie okienne, pięć kondygnacji i dwukondygnacyjny szczyt w formie aediculi otoczonej wolutami zwieńczony trójkątnym tympanonem. W 1825 roku była przebudowana.
Ok. 1870 roku obie kamienice zostały wyburzone, a w ich miejsce wzniesiono nową czterokondygnacyjną kamienicę o szerokości pięciu osi okiennych zwieńczoną szczytem i dachem mansardowym. W późniejszych latach, nad oknem środkowym pierwszego piętra, umieszczone zostało godło domu: złota gwiazda.
Od 1980 roku na parterze mieści się wrocławski oddział PTTK, a od 1989 cała kamienica jest jego własnością.